# Léon Carvalho
Léon Carvalho (Port Louis, Mauricio británico, 18 de enero de 1825-París, Francia, 29 de diciembre de 1897) fue un impresario y director de escena francés.

## Biografía
Nacido Léon Carvaille en Port Louis (Mauricio británico) llegó a Francia a una edad temprana. Estudió en el Conservatorio de París y cantó como barítono en la Opéra-Comique (1850-1855), donde conoció a la soprano Marie Caroline Miolan, con quien se casó en 1853.
Luego dejó el canto y asumió la dirección del Théâtre Lyrique en 1856, donde presentó obras de Beethoven, Mozart, Rossini, Weber, pero, lo más importante, abrió sus puertas a nuevos compositores franceses rechazados por la Ópera y la Opéra-Comique, como Berlioz (realizó la primera representación, muy incompleta, de Los troyanos en 1863), Gounod, Bizet, Saint-Saëns y Delibes. También organizó el estreno de la versión revisada en una traducción francesa de Macbeth de Verdi en 1865.
A principios de 1868, inició otra aventura operística en el Théâtre de la Renaissance. Sin embargo, fue declarado en quiebra el 6 de mayo de 1868, lo que lo obligó a abandonar ambos teatros. Luego pasó a dirigir el Théâtre du Vaudeville. Aunque el enfoque principal fueron las obras directas, revivió el melodrama, una obra con música incidental. Encargó a Bizet que escribiera música para una producción de L'Arlésienne de Daudet el 1 de octubre de 1872.
Se convirtió en director de la Opéra-Comique en 1876 y, aunque promovió muchas obras nuevas, su elección de repertorio se volvió algo conservadora, enfatizando el repertorio tradicional francés. Sin embargo, también produjo los estrenos de Los cuentos de Hoffmann, Lakmé, Manon y Le roi malgré lui, y en su segundo mandato a partir de 1891 Le Reve y L'Attaque du moulin. También llevó a Carmen de regreso a la Opéra-Comique en 1883, primero en una versión expurgada y luego con la creadora del papel principal, Célestine Galli-Marié y algunos de los elementos más terrenales restaurados. En 1884 se preparó para llevar a Lohengrin al escenario parisino, visitando Viena para estudiar una producción allí, pero finalmente se vio obligado por una virulenta campaña de prensa a abandonar su plan a principios de 1886.
Tras el incendio de la Salle Favart en 1887, que provocó la muerte de 84 personas, fue declarado responsable, condenado por negligencia y encarcelado. Sin embargo, tras una apelación fue absuelto y reintegrado como director de teatro en 1891, donde continuó promoviendo nuevos talentos.
Su carácter extravagante, tanto en lo personal como en su labor como impresario, le llevó al endeudamiento y a una sucesión de quiebras. Falleció en París el 29 de diciembre de 1897.